# Auto Europe
Auto Europe es una empresa mayorista de alquiler de automóviles, que trabaja con aproximadamente con 24 000 oficinas de renta de automóviles en 180 países de Europa, Asia, África, Australia y América del Norte y del Sur. Auto Europe ha sido acreditada con Better Business Bureau desde el 2 de abril de 1993 con una calificación A +. Auto Europe ha sido propiedad de Court Square Capital Partners desde 2006.
El alquiler internacional de automóviles es el servicio principal que vende Auto Europe. Además de los automóviles de alquiler sin conductor tradicional, Auto Europe reserva vehículos de lujo y deportivos, alquiler de autocaravanas, alquiler de camionetas y leasing europeo, así como servicios de chofer y traslado al aeropuerto.
Auto Europe fue fundada en Alemania en 1954 por Alex Cecil. La compañía comenzó a comprar autos para alquilar a los viajeros estadounidenses en Europa. Más tarde, Cecil se mudó a Nueva York y finalmente reubicó la compañía en Maine. En 1997, Alex Cecil se retiró, pasando las riendas a Imad Khalidi, Presidente y CEO de Auto Europe.
En 1995, Auto Europe comenzó a ofrecer pasajes aéreos y hoteles bajo el nombre de Destination Europe. En 2010, cambiaron el nombre de esta división como "Fly International".

## Alquiler de carros
Auto Europe colabora con una serie de proveedores de renombre que incluyen: Europcar, Thrifty Car Rental, Avis, Budget, Dollar, Enterprise, Sixt, National Car Rental, Alamo, Buchbinder, Ezi Car Rental, First Car Rental, County Car Rentals, Rhodium, Mex rent a car y más.

## Arrendamiento europeo de automóviles
Auto Europe se ha asociado con Peugeot Open Europe, Renault Eurodrive, Citroën Euro Pass y DS Euro Pass para ofrecer otra opción de alquiler de autos a largo plazo en Europa. Aquellos que viajan por Europa entre 21 y 175 días pueden viajar libremente por más de 40 países europeos, así como viajar a Europa del Este. Con cada vehículo se le proporciona un carro nuevo con una lista de beneficios que incluye un seguro integral completo.

## Alquiler de casas rodantes
Auto Europe ofrece alquiler de autocaravanas en varios países con una gama de suministros que incluyen: Apollo, Maui, Mighty Campers, Britz, Cruise America, Cruise Canada, Bunk Campers, Anywhere Campers, McRent, Road Bear, Star RV, CanaDream, Just Go , Avis Car-Away y más. Auto Europe presta servicios a varios países de todo el mundo, incluidos: Australia, Nueva Zelanda, Estados Unidos, la mayor parte de Europa, Reino Unido, Irlanda, Japón y más.

## Renta de carros lujosos
Auto Europe tiene un amplio repertorio de vehículos de alta gama con la elección de marcas como Aston Martin, Audi, Bentley, Ferrari, Lamborghini, Maserati, Mercedes-Benz, Porsche, Range Rover y más para elegir en varios lugares del mundo. Estos lujosos vehículos están disponibles en varios países, incluidos: Estados Unidos, Francia, Reino Unido, Italia, España y Alemania.

## Premios de la industria de viajes
Auto Europe ha sido nominada para numerosos premios World Travel Awards, incluida la empresa líder de alquiler de automóviles de Europa (2005, 2006, 2007, 2008, 2009, 2010, 2011, 2012), la “empresa líder de alquiler de automóviles”  de negocios de Europa (2009, 2010, 2011, 2012) y la “empresa líder de chóferes” de Europa (2013, 2014). En 2014, Auto Europe recibió su 5.º Premio Magellan como ganador de plata en la categoría Alquiler de autos - Colección general de autos de lujo. Más recientemente, Auto Europe se llevó a casa una serie de premios en los Premios Magellan 2019 en transporte terrestre. Los premios de la categoría de oro fueron tanto el premio General-Luxury Car Collection como el Auto Car - Premio de cobertura global-mundial.

## Liderazgo y beneficencia
Imad Khalidi es el Director Ejecutivo y Presidente de Auto Europe, LLC. Se unió a Auto Europe como Vicepresidente Ejecutivo de Márquetin y Ventas en 1990 y se desempeñó como Presidente desde 1992. Antes de 1990, el Sr. Khalidi trabajó en Europcar International SA de 1983 a 1990, y se desempeñó como Gerente de Comercio Internacional de Viajes y Licenciatario Internacional. Gerente. Es miembro de la Asociación de Agencias de Viajes Minoristas, ASTA y CLIA. En 2014, Auto Europe se asoció con Toys for Tots, donando una porción de las ganancias de cada alquiler de automóviles reservado durante las semanas previas a la Navidad al Cuerpo de Marines de los EE. UU. Charity. Auto Europe es también un patrocinador corporativo para el proyecto "Art All Around" a través del Centro para la Creatividad de Maine.